# 恋をしましょう (フラワーカンパニーズのアルバム)
『恋をしましょう』（こいをしましょう）は、日本のロックバンド、フラワーカンパニーズのミニアルバム。1996年7月1日、アンティノスレコードよりリリース。

## 概要
前作「フラカンのマイ・ブルー・ヘブン」より約4ヶ月で発売された初のミニアルバム。「フラカンのフェイクでいこう+恋をしましょう+7」の発売に伴い現在は廃盤。

## 収録曲
全作詞：鈴木けいすけ　全編曲：フラワーカンパニーズ
1. 恋をしましょう (4:02)
  - 作曲：竹安堅一・鈴木けいすけ
2. 薄い影 (4:02)
  - 作曲：鈴木けいすけ
3. 裸のブルース (4:21)
  - 作曲：グレートマエカワ・鈴木けいすけ
4. くるったバナナ (3:55)
  - 作曲：グレートマエカワ・鈴木けいすけ